# Râul Leurda, Geamărtălui
Râul Leurda este un curs de apă, afluent al râului Geamărtălui. 